# Both Ferenc
Both Ferenc (Mosonszentmiklós, 1872. január 3. – Mosonmagyaróvár, 1937. december 3.) történész, irodalomtörténész, piarista szerzetes.

## Tanulmányai
1889. aug. 27-én lépett a piarista rendbe, majd 1889. július 7-én szentelték pappá. A nyitrai rendházban tanult, majd a kolozsvári tudományegyetemen bölcsészdoktori oklevelet szerzett 1894-ben.

## Élete
A rend váci (1893–1894), majd temesvári gimnáziumának tanára (1894–1898), majd a szegedi városi gimnázium tanára (1898–1910), később a temesvári piarista gimnázium tanára és igazgatója (1910–1919).
A román bevonulás után a Romániában kialakított új erdélyi rendtartomány vezetője (ún. vicarius provinciálisa, 1919–1932). Nyugdíjazása után a mosonmagyaróvári rendházban élt (1932–1937).

## Munkássága
Temesvár és környéke helytörténetével, a helyi gimnázium történetével, Telegdi Miklós munkásságával foglalkozott.
A szegedi Dugonics András Társaság és a temesvári Arany János Társaság tagja volt.

## Művei
- Telegdi Miklós élete és művei. Irodalomtörténeti tanulmány (Szeged, 1899)
- Ünnepi beszéde a magyar kereszténység 900. évfordulójára (Szeged, 1901)
- Nemzeti ébredés 1790-ben (Szeged, 1908)
- Úti képek és tanulmányok (Szeged, 1909)
- A temesvári főgimnázium története (Temesvár, 1912)
- Ötven év a temesvári piarista gimnázium történetéből, 1885–1935. Műveltség- és kortörténeti tanulmányok; sajtó alá rend., szerk., utószó Sas Péter; Piarista Rend Magyar Tartománya, Bp., 2015 (Magyarország piarista múltjából)